# Adelbert von Chamisso
Adelbert von Chamisso (døbt Louis Charles Adélaïde de Chamissot) (født 30. januar 1781, Ante, Champagne, Frankrig, død 21. august 1838, Berlin, Tyskland) var en tysk digter og botaniker.